# Камчатский Пантелеимонов монастырь
Камчатский Свято-Пантелеимонов монастырь — мужской монастырь Петропавловской и Камчатской епархии Русской православной церкви, основанный в 2000 году в городе Петропавловске-Камчатском на берегу Авачинской бухты.

## История
В 2000 году по благословению епископа Петропавловского и Камчатского Игнатия (Пологрудова) первые насельники и будущие иноки образовали общину для учреждения монастыря и поселились в районе Сероглазка в частном доме, который пожертвовали епархии боголюбивые люди.
В 2002 году городские власти передали будущей монашеской общине территорию на Сопке Связи. Там был расположен храм святых мучениц Веры Надежды, Любови и матери их Софии, построенный в 1885 году у братской могилы павших при защите Петропавловска от англо-французской эскадры. Долгие десятилетия он был переоборудован в центр радиосвязи.
В 2004 году во время паломничества на Святую гору Афон, в русский Пантелеимонов монастырь епископ Петропавловский и Камчатский Игнатий (Пологрудов) совершил монашеский постриг двух послушников — Алексея Жукова с именем Антоний и Александра Клинова с именем Пантелеимон. Там же ему посоветовали посвятить монастырь Пантелеимону Целителю. Монастырь на Камчатке был основан, по сути, по образу Святой горы Афон и получил оттуда благословение.
В 2005 году братия переехали в здание будущего храма и начали трудиться над восстановлением и реконструкцией помещения. Храм освятили в честь Великомученика и Целителя Пантелеимона, а в честь мучениц Веры Надежды, Любови и матери их Софии решили соорудить часовню, но сделать это удалось не сразу из-за отсутствия средств.
В ноябре 2006 года насельники монастыря Антоний (Жуков) и Пантелеимон (Клинов) были рукоположены в сан иеромонахов
26 декабря 2006 года Священный синод благословил открытие мужского монастыря в честь Великомученика и Целителя Пантелеимона в Петропавловске-Камчатском.
7 января 2007 года, в праздник Рождества Христова Священный синод Русской Православной Церкви выпустил указ об образовании Свято-Пантелеимонова мужского монастыря Петропавловской и Камчатской епархии. Наместником монастыря был назначен иеромонах Антоний (Жуков).
21 мая 2008 года началось строительство часовни в честь святых мучениц Веры, Надежды, Любови и матери их Софии, в память о погибших моряках и рыбаках: «Четырнадцатиметровая часовня по проекту архитектора Игоря Старицына станет первой посвящённой памяти погибших рыбаков и моряков на полуострове, вся жизнь которого связана с морем. Начало строительства часовни приурочено к 204 годовщине образования Тихоокеанского флота России».
9 августа 2008 году на престольный праздник архиепископ Игнатий (Пологрудов) освятил престол храма во имя святого великомученика и целителя Пантелеимона.
Весной 2011 года Патриарх Московский и всея Руси Кирилл поддержал предложение епископа Артемия (Снигура) не открывать отдельные станы монастырей, а создать на базе Пантелеимонова мужского монастыря миссионерский центр, из которого миссионеры направлялись бы в те места, где их служение наиболее важно и востребовано в данный момент, по образцу дореволюционной камчатской практики.
В сентябре 2011 года началось строительство братского корпуса. Быстровозводимое здание представляет собой двухэтажную конструкцию размерами 15 на 15 метров. Строительство завершилось в октябре 2012 года.
30 мая 2012 года в Свято-Пантелеимоновском монастыре замироточила икона Божией Матери «Неупиваемая чаша», подаренная монастырю в 2009 году. Созданная по благословению владыки Артемия была комиссия в составе секретаря епархии иеромонаха Матфея (Копылова), благочинного города Петропавловска протоиерея Алексия Апатова и настоятеля храма в честь Александра Невского протоиерея Василия Гончара, подтвердила факт мироточения иконы.
В середине 2012 года иеромонах Антоний (Жуков) перешёл в клир Хабаровской епархии, после чего исполняющим обязанности наместника назначен игумен Феодор (Малаханов).
В ноябре 2012 года Петропавловская и Камчатская Епархия совместно с представителями Региональной общественной организации «Камчатское Морское Собрание» приняли решение о начале строительства Камчатского морского собора в честь Архистратига Божия Михаила в память о погибших моряках и рыбаках. Местом для строительства Камчатского морского собора была выбрана сопка «Радиосвязи», на территории Свято-Пантелеимонова мужского монастыря Петропавловска-Камчатского. Имена камчатцев, не вернувшихся из морского плаванья, будут высечены на мраморных досках в галереях по периметру собора. Высота собора составит 38 метров, площадь — 400 м², вместимость — 500 человек.
В феврале 2013 года был создан Попечительский совет по строительству храма-памятника «в честь погибших в море», в состав которого вошли члены РОО «Камчатское морское собрание», представители рыбацкой общественности, органов государственной власти и рыбохозяйственных предприятий. Председателем Попечительского совета избран Заместитель Председателя Правительства Камчатского края — Министр рыбного хозяйства Камчатского края В. М. Галицын, сопредседателем назначен наместник Свято-Пантелеимонова мужского монастыря игумен Феодор (Малаханов).
28 августа 2013 года, в день празднования Успения Божией Матери, епископ Петропавловский и Камчатский Артемий (Снигур) по благословению Святейшего Патриарха Московского и всея Руси Кирилла совершил освящение закладного камня в основание Камчатского Морского собора в честь Архистратига Божия Михаила на территории Свято-Пантелеимонова мужского монастыря.
26 декабря 2013 года решением Священного Синода игумен Феодор (Малаханов) утверждён наместником монастыря.
Был построен новый братский корпус, открыта воскресная школа при монастыре, насельники окормляют приходы в самых дальних уголках Камчатского края, а также ведут просветительскую работу в городе. Особенно важным послушанием, возложенным на монастырь, стало строительство Морского собора.
В посёлке Термальный открыт скит монастыря.